# Мухамедьяров, Марат Александрович
Мухамедьяров Марат Александрович (род. 28 мая 1980 г.) - российский физиолог, доктор медицинских наук, заведующий кафедрой нормальной физиологии, директор Института нейронаук Казанского государственного медицинского университета, председатель Татарстанского отделения и руководитель Ассоциации Приволжских отделений Физиологического общества им. И.П. Павлова, лауреат Национальной премии им. В. Зворыкина

## Биография
Родился в семье потомственных врачей и ученых в г. Казани. Правнук народного комиссара здравоохранения ТАССР, профессора Ф.Г. Мухамедьярова , внук историка Ш.Ф. Мухамедьярова. В 2003 году окончил с отличием лечебный факультет Казанского государственного медицинского университета и поступил в аспирантуру при кафедре нормальной физиологии того же университета. В 2006 году защитил кандидатскую диссертацию, в 2016 году - докторскую диссертацию на тему «Механизмы дисфункций скелетной и сердечной мышц и генно-клеточные способы коррекции нарушенных функций в моделях нейродегенеративных заболеваний», специальности – «физиология», «клеточная биология, цитология, гистология», научные консультанты – член-корр. РАН А.Л. Зефиров, профессор Р.Р. Исламов . В 2003-2010 гг. - ассистент, 2010-2018 гг. - доцент, 2018-2022 гг. - профессор кафедры нормальной физиологии Казанского ГМУ. С 2022 года - заведующий кафедрой нормальной физиологии (и.о. с 2021 г.), с 2023 года - директор Института нейронаук Казанского государственного медицинского университета 

## Научная деятельность
М.А. Мухамедьяров является видным представителем Казанской физиологической школы. Основной сферой научных интересов М.А. Мухамедьярова является изучение механизмов функционирования возбудимых структур в норме и патологии, физиология нервной системы, клеточно-молекулярные механизмы патогенеза нейродегенеративных заболеваний, разработка инновационных подходов к терапии заболеваний нервной системы. М.А. Мухамедьяровым был сделан ряд важных научных достижений в области фундаментальной медицины и нейрофизиологии. Были детально изучены механизмы пластичности периферических синапсов в норме и в моделях нейродегенеративных заболеваний. В комплексных исследованиях на трансгенных животных впервые было установлено, что при болезни Альцгеймера и боковом амиотрофическом склерозе, помимо патологии центральной нервной системы, наблюдается выраженная дисфункция на уровне нервно-мышечного аппарата. В доклинических исследованиях была показана высокая эффективность генно-клеточных конструкций на основе мононуклеарных клеток пуповинной крови, экспрессирующих различные нейротрофические факторы для коррекции нейропатологии и поведенческих нарушений в моделях болезни Альцгеймера и бокового амиотрофического склероза на трансгенных животных. Была показана высокая эффективность применения микровезикулярного препарата, полученного из нативных либо генетически модифицированных мезенхимных стволовых клеток в модели бокового амиотрофического склероза. Полученные М.А. Мухамедьяровым научные результаты расширили понимание механизмов патогенеза ряда заболеваний нервной системы, а также представляют собой научную основу для создания инновационных средств терапии нейродегенеративных заболеваний.
Под руководством М.А. Мухамедьярова защищено 4 кандидатских диссертации, 10 дипломных работ, ведется подготовка диссертационных и дипломных работ. Марат Александрович является членом двух диссертационных советов, членом редакционных коллегий рецензируемых научных журналов «Казанский медицинский журнал», «Наука и спорт. Современные тенденции». М.А. Мухамедьяров является Руководителем Татарстанского отделения и Приволжской ассоциации Всероссийского физиологического общества им. И.П. Павлова. Член Общественной палаты Республики Татарстан (2013-2015).

## Научные публикации и анализ публикационной активности
М.А. Мухамедьяров  -  автор более 350 научных трудов, в том числе 95 статей в ведущих отечественных и зарубежных рецензируемых научных журналах, ряда обзоров и монографий, 4 патентов на изобретения РФ.  По данным научной электронной библиотеки Elibrary.ru , М.А. Мухамедьяров имеет следующие показатели цитируемости публикаций: общее число цитирований - 1079, Среднее число цитирований в расчете на одну публикацию  - 6,99, индекс Хирша - 19 (Elibrary.ru), 18 (РИНЦ)  . По данным Scopus, общее число цитирования публикаций М.А. Мухамедьярова - 880, Индекс Хирша - 18  .
Важнейшие научные публикации М.А. Мухамедьярова за 2019-2024 гг.:
- Ахмадиева Л.А., Нагиев К.К., Зефиров А.Л., Мухамедьяров М.А. (2024) Болезнь Альцгеймера: факторы риска, клеточно-молекулярные основы патогенеза, анализ патогенетических механизмов в сравнении с боковым амиотрофическим склерозом. Казанский медицинский журнал — 2024. — Т. 105, вып. 4. — С. 622–636. — ISSN 2587-9359. — doi:10.17816/KMJ567814.
- Григорьев П. Н., Гаптрахманова Г. А., Плотникова А. А., Зефиров А. Л., Мухамедьяров М. А. Эндоцитоз синаптических везикул в двигательных нервных окончаниях трансгенных FUS-мышей с моделью бокового амиотрофического склероза // Бюллетень экспериментальной биологии и медицины. — 2024. — Т. 177, вып. 4. — С. 454–458. — ISSN 0365-9615. — doi:10.47056/0365-9615-2024-177-4-454-458.
- Хабибрахманов А.Н., Зуева И.В., Петров К.А., Богданов Э.И., Мухамедьяров М.А. Активность ацетилхолинэстеразы крови и слюны при боковом амиотрофическом склерозе. Журнал неврологии и психиатрии им. С.С. Корсакова — 2024. — Т. 124, № 1. — С. 128-134. — ISSN 1997-7298. — doi:10.17116/jnevro2024124011128.
- Arkhipov A.Y., Fedorov N.S., Nurullin L.F., Khabibrakhmanov A.N., Mukhamedyarov M.A., Samigullin D.V., Malomouzh A.I. Activation of TRPV1 Channels Inhibits the Release of Acetylcholine and Improves Muscle Contractility in Mice. Cellular and Molecular Neurobiology — 2023. — Vol. 43, N 8. — P. 4157–4172. — ISSN 1573-6830. — doi:10.1007/s10571-023-01403-y.
- Mukhamedyarov M.A., Khabibrakhmanov A.N., Khuzakhmetova V.F., Giniatullin A.R., Zakirjanova G.F., Zhilyakov N.V., Mukhutdinova K.A., Samigullin D.V., Grigoryev P.N., Zakharov A.V., Zefirov A.L., Petrov A.M. Early Alterations in Structural and Functional Properties in the Neuromuscular Junctions of Mutant FUS Mice. International Journal of Molecular Sciences. — 2023. — Vol. 24, N 10. — P. 9022. — ISSN 1422-0067. — doi:10.3390/ijms24109022
- Мухамедьяров М.А., Ахмадиева Л.А., Нагиев К.К., Зефиров А.Л. Современные технологии изучения клеточно-молекулярных механизмов болезни Альцгеймера. Анналы клинической и экспериментальной неврологии. — 2023. — Т. 17, вып. 2. — С. 75–83. — ISSN 2409-2533. — doi:10.54101/ACEN.2023.2.10
- Хабибрахманов А.Н., Мухамедьяров М.А., Богданов Э.И. Биомаркеры бокового амиотрофического склероза. Журнал неврологии и психиатрии им. С.С. Корсакова, — 2022. — Т. 122, № 5. — С. 30-35. — ISSN 1997-7298. — doi:10.17116/jnevro202212205130
- Петухова Е.О., Мухамедшина Я.О., Тимофеева А.В., Ризванов А.А., Мухамедьяров М.А. Влияние трансплантации мононуклеарных клеток пуповинной крови человека, сверхэкспрессирующих глиальный нейротрофический фактор, на состояние микроглии и астроцитов у трансгенных мышей с моделью болезни Альцгеймера. Вестник современной клинической медицины  — 2022. — Т. 15, вып. 1. — С. 68–75. — doi:10.20969/VSKM.2022.15(1).68-75
- Zhilyakov N.V., Arkhipov A.Y., Khaziev E.F., Mukhamedyarov M.A., Samigullin D.V. Registration of Calcium Transients in Mouse Neuromuscular Junction with High Temporal Resolution using Confocal Microscopy. Journal of Visualized Experiments. - 2021. -e63308. -  doi:10.3791/63308
- Мухамедьяров М.А., Хабибрахманов А.Н., Зефиров А.Л. Ранние дисфункции при боковом амиотрофическом склерозе: патогенетические механизмы и роль в инициации заболевания. Биологические мембраны. — 2020. — Т. 37, вып. 4. — С. 264–270. — ISSN 0233-4755. — doi:10.31857/S0233475520040064
- Khabibrakhmanov A.N., Nurullin L.F., Bogdanov E.I., Ushanova E.A., Zefirov A.L., Mukhamedyarov M.A. Analysis of Immunoexpression of Synaptic Proteins in Neuromuscular Junctions of Symptomatic and Presymptomatic mSOD1 Transgenic Mice with Model of Amyotrophic Lateral Sclerosis. BioNanoScience. - 2020. — Vol. 10, N 1. — P. 375–380. — ISSN 2191-1630. — doi:10.1007/s12668-019-00711-2
- Semenov VE, Zueva IV, Mukhamedyarov MA, Lushchekina SV, Petukhova EO, Gubaidullina LM, Krylova ES, Saifina LF, Lenina OA, Petrov KA. Novel Acetylcholinesterase Inhibitors Based on Uracil Moiety for Possible Treatment of Alzheimer Disease. Molecules. - 202. - Vol. 25, N 18. - 4191. - doi:10.3390/molecules25184191.
- Gomila AMJ, Rustler K, Maleeva G, Nin-Hill A, Wutz D, Bautista-Barrufet A, Rovira X, Bosch M, Mukhametova E, Petukhova E, Ponomareva D, Mukhamedyarov M, Peiretti F, Alfonso-Prieto M, Rovira C, König B, Bregestovski P, Gorostiza P. Photocontrol of Endogenous Glycine Receptors In Vivo. Cell Chemical Biology. — 2020. — Vol. 27, N. 11. — P. 1425–1433.e7. — doi:10.1016/j.chembiol.2020.08.005.
- Martins GL, Duarte RCF, Mukhamedyarov MA, Palotás A, Ferreira CN, Reis HJ. Inflammatory and Infectious Processes Serve as Links between Atrial Fibrillation and Alzheimer's Disease. International Journal of Molecular Sciences. — 2020. — Vol. 21, N 9. — P. 3226. — ISSN 1422-0067. — doi:10.3390/ijms21093226
- Мухамедьяров М.А., Петухова Е.О., Салафутдинов И.И., Кузнецов М.С., Сафиуллов З.З., Исламов Р.Р., Зефиров А.Л. Оценка эффективности комбинированной терапии бокового амиотрофического склероза в модели на mSOD1 трансгенных мышах. Гены и клетки. — 2020. — Т. 15, вып. 3. — С. 55–58. — ISSN 2500-2562. — doi:10.23868/202011008
- Mukhamedyarov M.A., Grigoryev P.N., Khisamieva G.A., Khabibrakhmanov A.N., Ushanova E.A., Zefirov A.L. Dysfunction of Neuromuscular Synaptic Transmission and Synaptic Vesicle Recycling in Motor Nerve Terminals of mSOD1 Transgenic Mice with Model of Amyotrophic Lateral Sclerosis. BioNanoScience. — 2019. — Vol. 9, N 1. — P. 66–73. — ISSN 2191-1630. — doi:10.1007/s12668-018-0590-8
- Petukhova EO, Mukhamedshina YO, Salafutdinov II, Garanina EE, Kaligin MS, Leushina AV, Rizvanov AA, Reis HJ, Palotás A, Zefirov AL, Mukhamedyarov MA. Effects of Transplanted Umbilical Cord Blood Mononuclear Cells Overexpressing GDNF on Spatial Memory and Hippocampal Synaptic Proteins in a Mouse Model of Alzheimer's Disease. Journal of Alzheimer's Disease. — 2019. — Т. 69, вып. 2. — С. 443–453. — doi:10.3233/JAD-190150
- Zueva I, Dias J, Lushchekina S, Semenov V, Mukhamedyarov M, Pashirova T, Babaev V, Nachon F, Petrova N, Nurullin L, Zakharova L, Ilyin V, Masson P, Petrov K. New evidence for dual binding site inhibitors of acetylcholinesterase as improved drugs for treatment of Alzheimer's disease. Neuropharmacology. — 2019. — Vol. 155. — P. 131–141. — doi:10.1016/j.neuropharm.2019.05.0252019.

## Награды и звания
- Национальная премия им. В. Зворыкина (2009)[9]
- Лауреат конкурса «50 лучших инновационных идей для Республики Татарстан» (2008, 2023)
- Приз Европейской академии наук для молодых ученых России (2009).
- ТОП-100 лучших молодых ученых России (2016)[10]
- Благодарность Министра здравоохранения РФ (2024)